# Rhamphomyia cilipes
Rhamphomyia cilipes är en tvåvingeart som först beskrevs av Thomas Say 1823.  Rhamphomyia cilipes ingår i släktet Rhamphomyia och familjen dansflugor.
Artens utbredningsområde är Ohio. Inga underarter finns listade i Catalogue of Life.